# Epigynopteryx pygmaea
Epigynopteryx pygmaea är en fjärilsart som beskrevs av Claude Herbulot 1956. Epigynopteryx pygmaea ingår i släktet Epigynopteryx och familjen mätare. Inga underarter finns listade i Catalogue of Life.